# Eckart Viehweg
Eckart Viehweg (né le 30 décembre 1948, à Zwickau, et décédé le 29 janvier 2010) est un mathématicien allemand. Il était professeur de géométrie algébrique à l'université de Duisbourg et Essen.
En 2003, il a remporté le prix Gottfried-Wilhelm-Leibniz avec sa femme, Hélène Esnault.